# A Perfect Circle
A Perfect Circle ist eine US-amerikanische Progressive-Rock-Band, die 1999 gegründet wurde.

## Geschichte
Entstanden ist A Perfect Circle in Los Angeles als Nebenprojekt von Tool-Sänger Maynard James Keenan und dem ehemaligen Gitarren-Techniker der Band Tool, Billy Howerdel. Geboren wurde die Idee bereits 1996, als die Aufnahmen für das Tool-Album Ænima abgeschlossen waren, allerdings die gebuchte Studiozeit noch nicht ausgeschöpft war. Howerdel spielte kurzerhand ein paar Eigenkompositionen vor, woraufhin Maynard ihm den Vorschlag einer Projektband unterbreitete. Komplettiert wurde das Ensemble zunächst von der vielseitigen Instrumentalistin Paz Lenchantin, dann von Tim Alexander, dem Schlagzeuger der Band Primus, und zuletzt vom Gitarristen Troy Van Leeuwen, der früher mit seiner Band Failure Tool-Konzerte eröffnet hatte. Jedoch änderte sich das Line-up der Band schon in den ersten Jahren der Bandgeschichte häufig, so dass jedes bislang veröffentlichte Album mit einer anderen Besetzung eingespielt wurde. Paz Lenchantin schied bereits nach Veröffentlichung des Debüts wieder aus der Band aus, um sich Zwan, einem Projekt um Billy Corgan, dem Frontmann der Band The Smashing Pumpkins, zu widmen und schließlich an einem dritten Album erneut mitzuwirken. Zudem stieß der Ex-Nine-Inch-Nails-Musiker Danny Lohner bei den Arbeiten am dritten Album als vollwertiges Mitglied zur Band, nachdem er schon früher als Mitglied vorgesehen war, aber nur sporadisch hatte mitproben können und im Frühsommer 2003 vor James Ihas Einstieg kurzzeitig ausgeholfen hatte.
Im August 1999 trat A Perfect Circle erstmals live in Los Angeles auf. Weitere Konzerte mit positiver Resonanz bis in den Herbst hinein machten die Musiker zuversichtlich, es mit einem Album zu probieren. Sogleich begann man mit den Aufnahmen für das Debütalbum Mer de Noms, welches im folgenden Jahr erscheinen sollte. Der Titel ist französisch und bedeutet auf Deutsch wortwörtlich „Meer der Namen“. Howerdel: „Mich erinnert der Fluss der Songs auf unserem Album an die Art und Weise, wie im Französischen die Worte ineinander übergehen […].“ Unter dem Gesichtspunkt des Wortezusammenziehens wäre rein phonetisch betrachtet auch die Lesart „merde noms“ („Scheiß-Namen“) möglich, für dessen Absicht es aber keinen Beleg gibt. Das Album wurde mit einer #4 zum am höchsten eingestiegenen Debütalbum einer Rockband in den „Billboard 200“ aller Zeiten. In China wurde es offiziell zum Verkauf zugelassen, damit war es das erste Album nach vier Jahren der Komplettablehnung westlicher Rockproduktionen.
2003 folgte mit Thirteenth Step ein zweites Studioalbum, das insbesondere in Nordamerika kommerziell sehr erfolgreich war und auch von der Kritik gelobt wurde. 2004, als sich Keenan auf die Arbeit am nächsten Tool-Album konzentrierte, legte die Gruppe eine Pause ein, die 13 Jahre dauerte. 2013 erschien allerdings ein Greatest-Hits-Album, das mit By and down auch einen neuen Song enthielt.
Am 17. Oktober 2017 wurde der neue Song The Doomed veröffentlicht, welcher auf ein neues Album hindeutete. Ein weiteres neues Lied erschien mit Disillusioned am 1. Januar 2018. Mit TalkTalk wurde Anfang Februar schließlich ein dritter Song veröffentlicht und es wurde bekannt, dass das neue Album Eat the Elephant heißen solle. Es erschien am 20. April 2018.

## Stil

### Musik
Eine stilistische Einordnung von A Perfect Circle ist vor allem aufgrund des massiven Stilwechsels zwischen den Alben Thirteenth Step und eMOTIVe nur schwer möglich. Dabei muss allerdings berücksichtigt werden, dass eMOTIVe fast nur aus Coverversionen besteht. Orientierte sich die Band auf den beiden vorherigen Alben am Progressive-Rock-Stil von Keenans Hauptprojekt Tool, so sind auf eMOTIVe vor allem Einflüsse der Antikriegsbewegung der 1960er und 1970er Jahre zu bemerken. Das Album eMOTIVe wurde anlässlich der Präsidentschaftswahl in den USA 2004 veröffentlicht. Die Anti-Bush-Einstellung wird besonders in den dazugehörigen Videoclips deutlich. Aber auch Mer de Noms und Thirteenth Step unterschieden sich in gewisser Hinsicht bereits merklich von Tool. Mit weniger komplexen Rhythmen, einer kürzeren Spieldauer der Songs und einem insgesamt eher in Richtung Song als Gitarren und Rhythmik ausgerichteten Gesamtkonzept sind die Werke von A Perfect Circle für ein breites Publikum leichter zugänglich als die oft rhythmisch recht komplexen Songs von Tool.
Die Bezeichnung Art Rock wählten die Künstleragentur, die A Perfect Circle vertritt (mit den Beimengungen Nu Metal und Gothic), der Metal Hammer und im Falle von eMOTIVe das Eclipsed (mit dem Attribut „Political“ versehen). Bezüglich Thirteenth Step wählte ein anderer Eclipsed-Rezensent den Begriff Alternative, ebenso wie die Internetplattform laut.de. Gleich drei Kategorisierungen weist der längere Artikel in derselben Eclipsed-Ausgabe auf, beginnend mit Rock/Pop für Mer de Noms, endend mit Progressivrock für Thirteenth Step und überschrieben in der Infobox mit Alternative Rock. Der das „perfekte Konzept“ vermissende Rolling Stone vermeint beim Debüt streckenweise Ambient herauszuhören.

### Texte
Maynard James Keenan werden „kryptische, kaum zu deutende Texte“ nachgesagt. Auskunftsfreudig ließ er wissen, hauptsächlich drehe es sich bei seinen Texten um Anklagen, Vergebung und Heilung, oft mit persönlichem Hintergrund. Wenn er abweisend ist, erklärt er, die Texte ergäben sich aus der von Howerdel gelieferten musikalischen Gussform, wobei er das analytische Zerkrümeln seines Produktes hasse. „Sie sollen das Gesamte hören“, fordert er, „mich nicht so wichtig nehmen“.

## Songinfos
Auf eMOTIVe ist neben den vielen Coverversionen mit Passive ein Stück enthalten, das ursprünglich für das nie veröffentlichte Tapeworm-Projekt um Trent Reznor und Maynard James Keenan geschrieben worden war (und seinerzeit Vacant hieß).
Das Lied Counting Bodies like Sheep to the Rhythm of the War Drums fand Platz im Soundtrack zum Computerspiel Rage von 2011. Der Song Passive wurde im Soundtrack zum Mystery-Film Constantine verwendet, des Weiteren wurde ein Remix von The Outsider als Abspannmusik in Resident Evil: Afterlife eingesetzt.
Aus dem überschaubaren Titel-Repertoire wurde die Best-of-CD mit dem auf die Gradzahl eines Kreises anspielenden Titel Three Sixty zusammengestellt und im November 2013 veröffentlicht.

## Diskografie

### Studioalben
| Jahr | Titel Musiklabel               | Höchstplatzierung, Gesamtwochen, AuszeichnungChartplatzierungen (Jahr, Titel, Musiklabel, Platzierungen, Wochen, Auszeichnungen, Anmerkungen) | Höchstplatzierung, Gesamtwochen, AuszeichnungChartplatzierungen (Jahr, Titel, Musiklabel, Platzierungen, Wochen, Auszeichnungen, Anmerkungen) | Höchstplatzierung, Gesamtwochen, AuszeichnungChartplatzierungen (Jahr, Titel, Musiklabel, Platzierungen, Wochen, Auszeichnungen, Anmerkungen) | Höchstplatzierung, Gesamtwochen, AuszeichnungChartplatzierungen (Jahr, Titel, Musiklabel, Platzierungen, Wochen, Auszeichnungen, Anmerkungen) | Höchstplatzierung, Gesamtwochen, AuszeichnungChartplatzierungen (Jahr, Titel, Musiklabel, Platzierungen, Wochen, Auszeichnungen, Anmerkungen) | Anmerkungen                                                    |
| Jahr | Titel Musiklabel               | DE | AT | CH | UK | US | Anmerkungen                                                    |
| ---- | ------------------------------ | --- | --- | --- | --- | --- | -------------------------------------------------------------- |
| 2000 | Mer de Noms Virgin Records     | DE55 (4 Wo.)DE | — | — | UK55 Silber · (3 Wo.)UK | US4 Platin · (51 Wo.)US | Erstveröffentlichung: 23. Mai 2000 Verkäufe: + 1.195.000       |
| 2003 | Thirteenth Step Virgin Records | DE11 (5 Wo.)DE | AT33 (3 Wo.)AT | CH77 (3 Wo.)CH | UK37 Silber · (2 Wo.)UK | US2 Platin · (37 Wo.)US | Erstveröffentlichung: 16. September 2003 Verkäufe: + 1.145.000 |
| 2004 | eMOTIVe Virgin Records         | DE33 (1 Wo.)DE | AT61 (1 Wo.)AT | CH62 (2 Wo.)CH | UK80 (1 Wo.)UK | US2 Gold · (24 Wo.)US | Erstveröffentlichung: 2. November 2004 Verkäufe: + 550.000     |
| 2018 | Eat the Elephant BMG           | DE2 (7 Wo.)DE | AT2 (4 Wo.)AT | CH2 (7 Wo.)CH | UK12 (2 Wo.)UK | US3 (4 Wo.)US | Erstveröffentlichung: 20. April 2018                           |

### Kompilationen
| Jahr | Titel Musiklabel           | Höchstplatzierung, Gesamtwochen, AuszeichnungChartplatzierungen (Jahr, Titel, Musiklabel, Platzierungen, Wochen, Auszeichnungen, Anmerkungen) | Höchstplatzierung, Gesamtwochen, AuszeichnungChartplatzierungen (Jahr, Titel, Musiklabel, Platzierungen, Wochen, Auszeichnungen, Anmerkungen) | Höchstplatzierung, Gesamtwochen, AuszeichnungChartplatzierungen (Jahr, Titel, Musiklabel, Platzierungen, Wochen, Auszeichnungen, Anmerkungen) | Höchstplatzierung, Gesamtwochen, AuszeichnungChartplatzierungen (Jahr, Titel, Musiklabel, Platzierungen, Wochen, Auszeichnungen, Anmerkungen) | Höchstplatzierung, Gesamtwochen, AuszeichnungChartplatzierungen (Jahr, Titel, Musiklabel, Platzierungen, Wochen, Auszeichnungen, Anmerkungen) | Anmerkungen                             |
| Jahr | Titel Musiklabel           | DE | AT | CH | UK | US | Anmerkungen                             |
| ---- | -------------------------- | --- | --- | --- | --- | --- | --------------------------------------- |
| 2013 | Three Sixty Virgin Records | — | — | — | — | US38 (1 Wo.)US | Erstveröffentlichung: 19. November 2013 |

### EPs
- 2009: Deep Cuts

### Singles
| Jahr | Titel Album                        | Höchstplatzierung, Gesamtwochen, AuszeichnungChartplatzierungen (Jahr, Titel, Album, Platzierungen, Wochen, Auszeichnungen, Anmerkungen) | Höchstplatzierung, Gesamtwochen, AuszeichnungChartplatzierungen (Jahr, Titel, Album, Platzierungen, Wochen, Auszeichnungen, Anmerkungen) | Höchstplatzierung, Gesamtwochen, AuszeichnungChartplatzierungen (Jahr, Titel, Album, Platzierungen, Wochen, Auszeichnungen, Anmerkungen) | Höchstplatzierung, Gesamtwochen, AuszeichnungChartplatzierungen (Jahr, Titel, Album, Platzierungen, Wochen, Auszeichnungen, Anmerkungen) | Höchstplatzierung, Gesamtwochen, AuszeichnungChartplatzierungen (Jahr, Titel, Album, Platzierungen, Wochen, Auszeichnungen, Anmerkungen) | Anmerkungen                            |
| Jahr | Titel Album                        | DE | AT | CH | UK | US | Anmerkungen                            |
| ---- | ---------------------------------- | --- | --- | --- | --- | --- | -------------------------------------- |
| 2001 | 3 Libras Mer de Noms               | — | — | — | UK49 (2 Wo.)UK | — | Erstveröffentlichung: 13. Februar 2001 |
| 2001 | The Hollow Mer de Noms             | — | — | — | UK72 (2 Wo.)UK | — | Erstveröffentlichung: 17. Juni 2001    |
| 2003 | Weak and Powerless Thirteenth Step | — | — | — | — | US61 (18 Wo.)US | Erstveröffentlichung: 5. August 2003   |
| 2004 | The Outsider Thirteenth Step       | — | — | — | — | US79 (5 Wo.)US | Erstveröffentlichung: 5. März 2004     |

Weitere Singles
- 2000: Judith
- 2003: The Package
- 2004: Blue
- 2004: Counting Bodies Like Sheep to the Rhythm of the War Drums
- 2004: Imagine
- 2005: Passive (als Soundtrack zu dem Film Constantine)
- 2013: By and Down
- 2017: The Doomed
- 2018: Disillusioned
- 2018: TalkTalk
- 2018: So Long, and Thanks for All the Fish

### Videoalben
| Jahr | Titel Musiklabel       | Höchstplatzierung, Gesamtwochen, AuszeichnungChartplatzierungen (Jahr, Titel, Musiklabel, Platzierungen, Wochen, Auszeichnungen, Anmerkungen) | Höchstplatzierung, Gesamtwochen, AuszeichnungChartplatzierungen (Jahr, Titel, Musiklabel, Platzierungen, Wochen, Auszeichnungen, Anmerkungen) | Höchstplatzierung, Gesamtwochen, AuszeichnungChartplatzierungen (Jahr, Titel, Musiklabel, Platzierungen, Wochen, Auszeichnungen, Anmerkungen) | Höchstplatzierung, Gesamtwochen, AuszeichnungChartplatzierungen (Jahr, Titel, Musiklabel, Platzierungen, Wochen, Auszeichnungen, Anmerkungen) | Höchstplatzierung, Gesamtwochen, AuszeichnungChartplatzierungen (Jahr, Titel, Musiklabel, Platzierungen, Wochen, Auszeichnungen, Anmerkungen) | Anmerkungen                                                 |
| Jahr | Titel Musiklabel       | DE | AT | CH | UK | US | Anmerkungen                                                 |
| ---- | ---------------------- | --- | --- | --- | --- | --- | ----------------------------------------------------------- |
| 2004 | Amotion Virgin Records | — | — | — | — | US57 Platin · (2 Wo.)US | Erstveröffentlichung: 16. November 2004 Verkäufe: + 100.000 |

Weitere Videoalben
- 2013: Stone and Echo: Live at Red Rocks (DVD inklusive aller bisherigen Studioaufnahmen auf 5 CDs)

## Auszeichnungen für Musikverkäufe
| Goldene Schallplatte - Australien - 2000: für das Album Mer de Noms - 2004: für das Album Thirteenth Step - Kanada - 2003: für das Album Thirteenth Step - 2004: für das Album eMOTIVe - 2004: für das Videoalbum aMOTION | Platin-Schallplatte - Kanada - 2001: für das Album Mer de Noms |

Anmerkung: Auszeichnungen in Ländern aus den Charttabellen bzw. Chartboxen sind in ebendiesen zu finden.
| Land/RegionAuszeichnungen für Musikverkäufe (Land/Region, Auszeichnungen, Verkäufe, Quellen) | Silber     | Gold     | Platin     | Verkäufe  | Quellen         |
| -------------------------------------------------------------------------------------------- | ---------- | -------- | ---------- | --------- | --------------- |
| Australien (ARIA)                                                                            | —          | 2× Gold2 | —          | 70.000    | aria.com.au     |
| Kanada (MC)                                                                                  | —          | 3× Gold3 | Platin1    | 205.000   | musiccanada.com |
| Vereinigte Staaten (RIAA)                                                                    | —          | Gold1    | 3× Platin3 | 2.600.000 | riaa.com        |
| Vereinigtes Königreich (BPI)                                                                 | 2× Silber2 | —        | —          | 120.000   | bpi.co.uk       |
| Insgesamt                                                                                    | 2× Silber2 | 6× Gold6 | 4× Platin4 |           |                 |